# Eucalyptus famelica
Eucalyptus famelica là một loài thực vật có hoa trong Họ Đào kim nương. Loài này được Brooker & Hopper mô tả khoa học đầu tiên năm 1989.